# Enrico Santià
Enrico Santià (Santhià, 6 novembre 1918 – Vercelli, 18 gennaio 1996) è stato un calciatore italiano, di ruolo centrocampista.

## Carriera
Dopo aver giocato nel GUF di Torino, passa alla Juventus dove rimane tre stagioni, senza riuscire a imporsi come titolare (20 presenze complessive). Nel 1940 passa al Novara e nel 1941 al Torino (3 sole presenze in campionato coi granata). Dal 1942 al 1944 gioca per il Padova.
In carriera ha totalizzato complessivamente 58 presenze e 12 reti in Serie A.

## Palmarès

### Club

#### Competizioni nazionali
- Coppa Italia: 1

Juventus: 1937-1938